# Ramon Domènec Perés i Perés
Ramon Domènec Perés i Perés (Matanzas, Cuba, 1863 - Barcelona, 25 d'octubre de 1956) fou un escriptor i periodista cubà.
Descendent d'una família de l'oligarquia colonial cubana, arribà a Barcelona l'any 1868. Amic i col·laborador de Jaume Massó i Torrents, fundador de L'Avenç, dirigí un temps l'esmentada revista (1883-84), despolititzant-la i convertint-la en el portaveu més prestigiós del moviment que ell anomenà, per primer cop (1884), modernisme. Com a escriptor es mostrà obert a tots aquells corrents externs que aportessin nous valors al panorama cultural català. Vinculat també al periodisme, col·laborà en algunes publicacions importants (La Vanguardia, Catalònia, La Lectura). Fou acadèmic de l'Acadèmia de Bones Lletres de Barcelona (1913) i corresponent de la Reial Acadèmia Espanyola i de l'Arcàdia de Roma. Ramon Casas li va dedicar un retrat, avui conservat al MNAC.
El seu fill Guillem Perés i Paque fou un dibuixant de prestigi, que emprà el pseudònim de Billy.
Va morir, ja viudo d'Amèlia Paque Overton, el 25 d'octubre de 1956 a Barcelona.